# Ossian
Ossian ist der angebliche Autor von altgälischen Gesängen und Epen aus der keltischen Mythologie. Die „Gesänge des Ossian“ hat in Wirklichkeit der Schotte James Macpherson (1736–1796) geschrieben. Als Vorbild für den angeblichen Verfasser suchte er sich Oisín aus, den Sohn des Fionn mac Cumhail. Inhalt der Gesänge sind episch dargestellte Schlachten und die Schicksale auserwählter edler Helden, die sich meist um die Rettung von Königreichen bemühen.

## Entstehung
Ein Kritiker aus Edinburgh, Hugh Blair, gab 1760 „Fragments of Ancient Poetry“ („Bruchstücke alter Dichtung, in den schottischen Highlands gesammelt, aus dem Gälischen oder Ersischen übersetzt“) heraus. Blair hatte einen Hauslehrer namens James Macpherson dazu aufgefordert, die „alten gälischen Gesänge der Heimat“ zu sammeln. Da dieser nicht wusste, wo er solche finden sollte, schrieb er sie selbst und behauptete, sie aus dem Gälischen ins Englische übersetzt zu haben.
Blair war begeistert und vermutete, die vorgeblichen Gesänge aus keltischer Vorzeit seien Fragmente eines Nationalepos, wie es bislang in Schottland noch nicht aufgewiesen werden konnte. Als Verfasser des Werkes „identifizierte“ Blair den aus der schottisch-gälischen Mythologie bekannten Ossian; sein Held müsse der sagenhafte König Fingal (Fionn) sein. Auf Blairs Drängen hin lieferte Macpherson die epischen Dichtungen „Fingal“ und „Temora“, die 1762 bzw. 1763 veröffentlicht wurden.
Samuel Johnson bezeichnete diese Dichtungen im selben Jahr als „nicht authentisch und zweitens dichterisch ohne Wert“. 1764 äußerte auch das Journal des sçavans in Paris ernstliche Zweifel. In einer öffentlich geführten Auseinandersetzung warf Johnson Macpherson „pure Hochstapelei“ vor und forderte ihn auf, Originalmanuskripte vorzulegen. Von dieser Kontroverse nahm das Publikum wenig wahr. Die Gesänge wurden begierig aufgenommen und 1765, inzwischen zu den „Works of Ossian“ („Ossians Gesänge“) vervollständigt, zusammengefasst herausgebracht. Viele Leser der vorromantischen Zeit waren empfänglich für Düsteres und Vorzeitliches (siehe Schauerroman) und glaubten bereitwillig an die Wiederentdeckung eines Nationalepos.

## Personen und Orte
Neben dem namensgebenden Ossian, seinem Vater Fingal und seinem Sohn Oscar (der mythologische Oscar) lässt Macpherson etliche Figuren auftreten, die teils an keltische Sagengestalten angelehnt sind, teils aber auch frei erfunden wurden. Auch die Handlungsorte sind manchmal real, manchmal Fiktion.
Dazu gehören: Fingals Jugendliebe Agandecca; Oscars Verlobte Malvina; Agandeccas Vater König Starno von Lochlin; Agandeccas Bruder Swaran; Oscars Mörder Cairbar, eine Spiegelung von Cairbre Lifechar; und der Heerführer Cuthullin, eine Spiegelung Cú Chulainns.
Die Handlung spielt: in Morven, dem Reich Fingals im schottischen Hochland; in Selma, der Burg Fingals; in Temora, dem historischen Temair (Tara); und in Lochlin (Skandinavien).

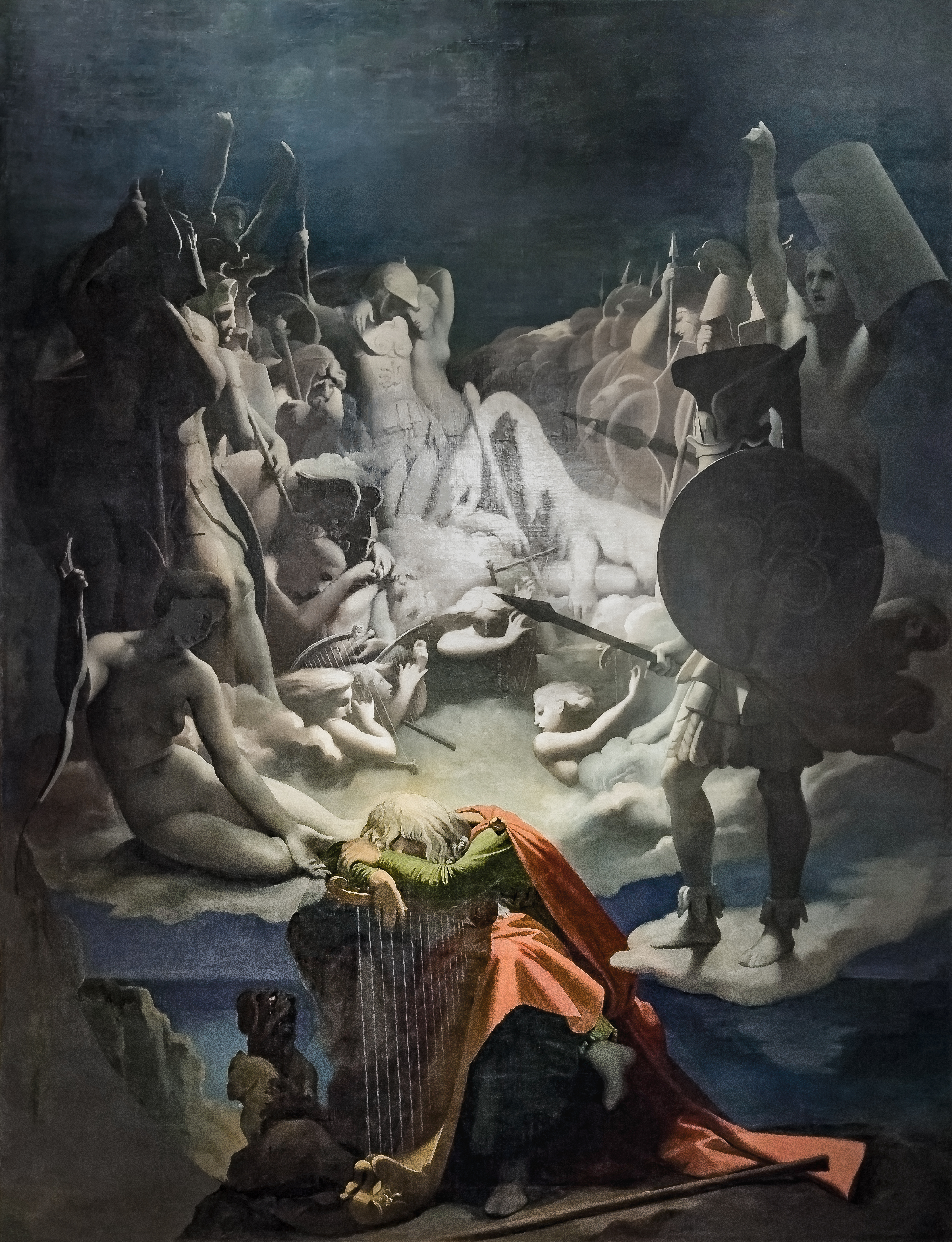
Ossians Traum (Jean Auguste Dominique Ingres 1813, Musée Ingres, Montauban)
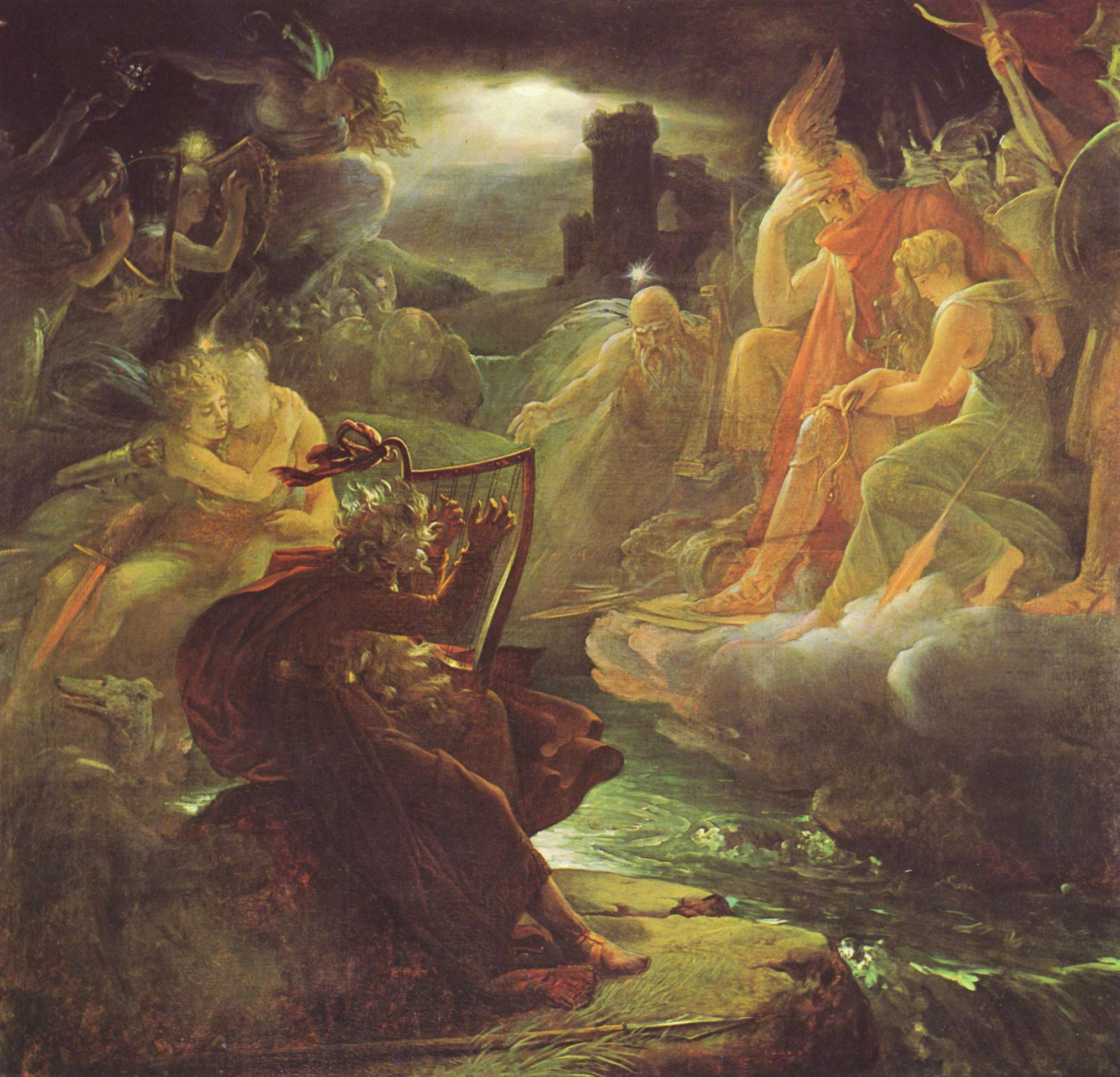
Ossian (François Pascal Simon Gérard, 1801)
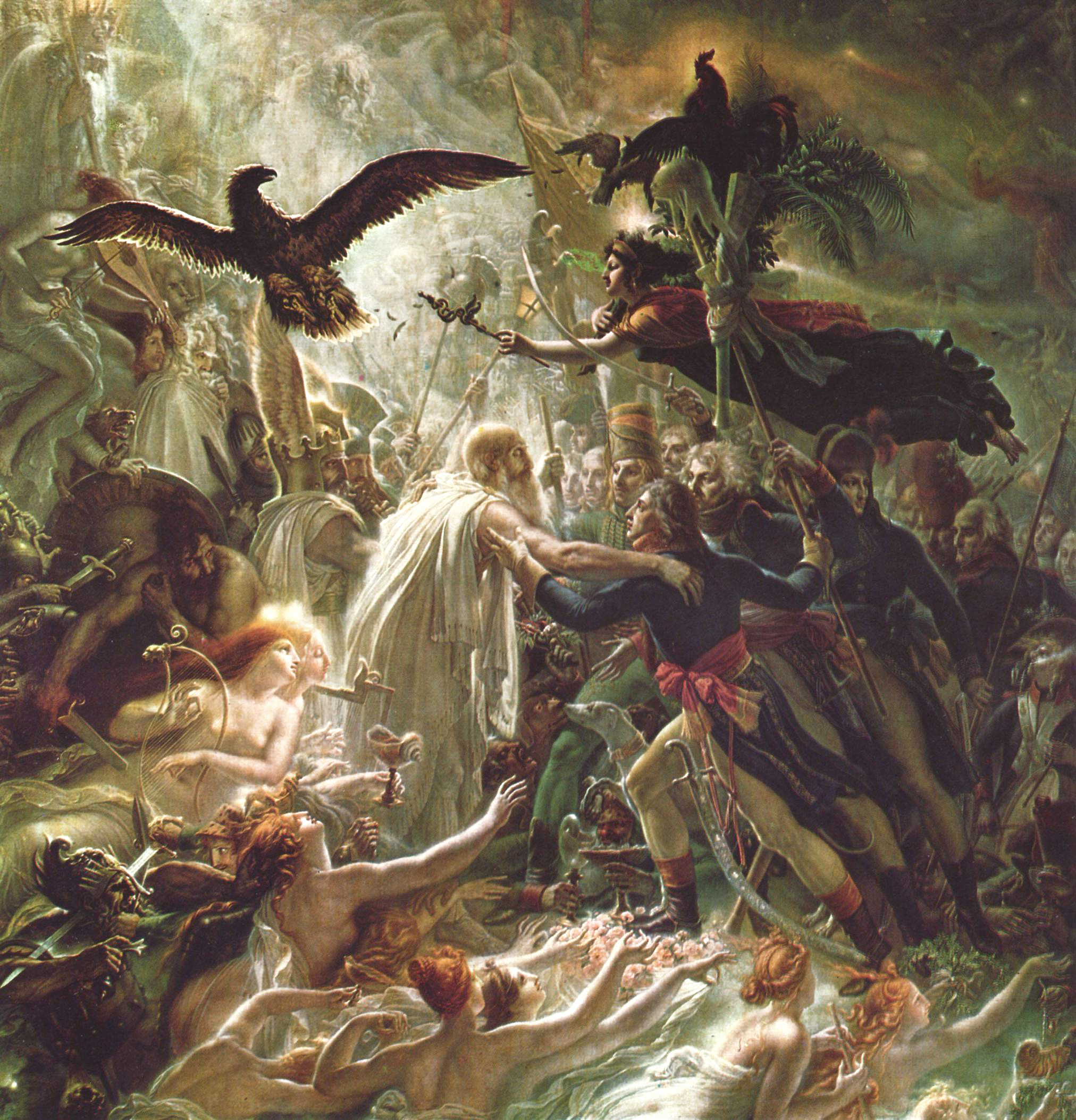
Ossian empfängt die Helden (Anne-Louis Girodet-Trioson 1801, Musée National de Malmaison, Rueil-Malmaison)
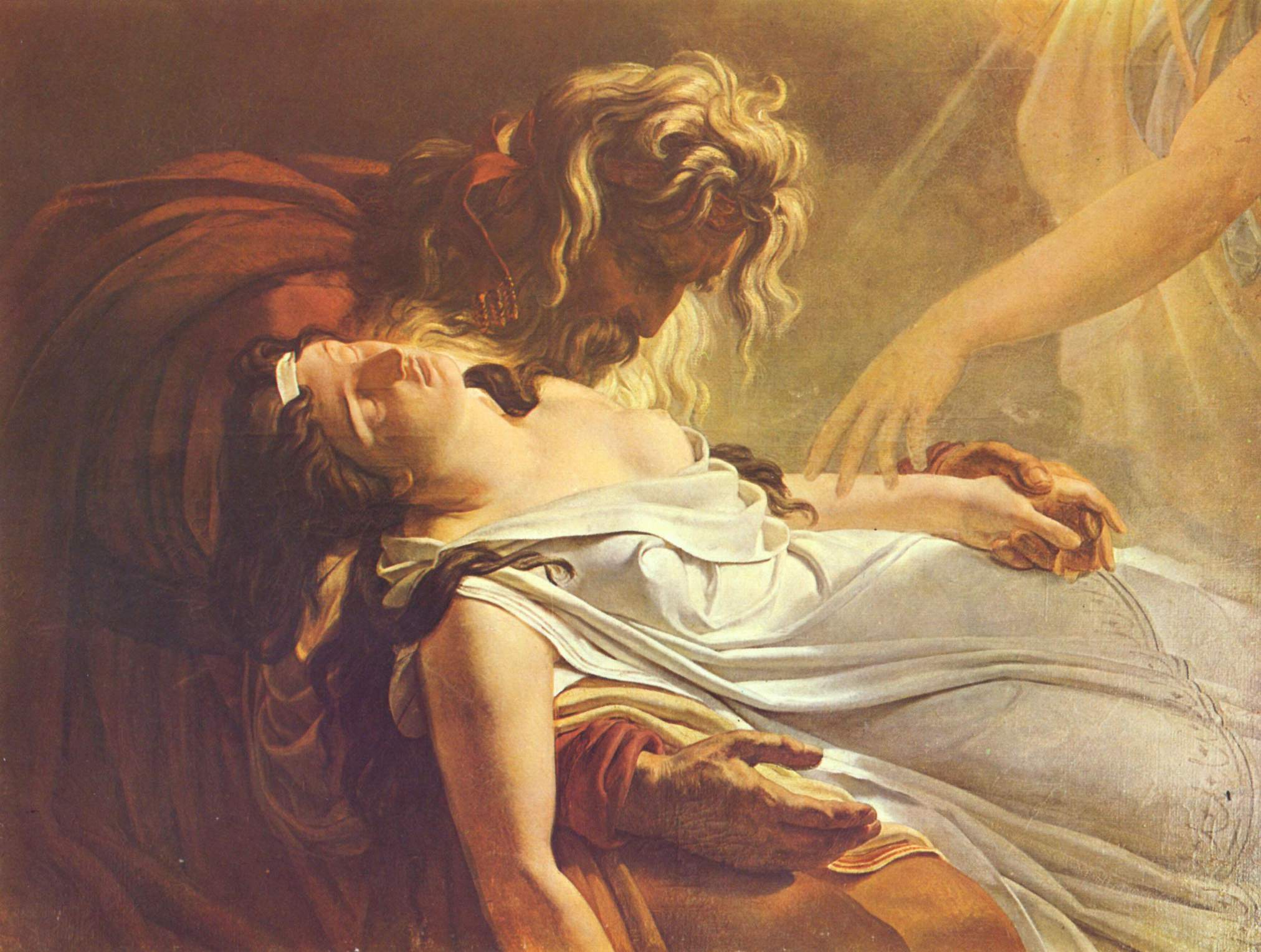
Malvina, sterbend in den Armen Fingals, Anne-Louis Girodet-Trioson

## Internationale Rezeption
Ins Deutsche übertragen wurden die Werke „Ossians“ erstmals auszugsweise von Rudolf Erich Raspe 1764 im Hannoverschen Magazin. 1768/69 folgte die Übersetzung des österreichischen Schriftstellers und Bibliothekars Michael Denis. 1787 veröffentlichte der in Pfälzischen Diensten stehende Oberst Edmund von Harold weitere angebliche Gesänge. Louise Otto-Peters (1819–1895) verfasste eine freie Nachdichtung auf den Ossian, als Textvorlage für die Oper „Armor und Daura“ (1869) des Komponisten Ferdinand Heinrich Thieriot (1838–1919).
Weit über die Grenzen Schottlands hinaus begeisterte „Ossian“ eine ganze Dichtergeneration und trug zum Sturm und Drang bei. Herder, ein Philosoph und Sammler von Volksgesängen, brachte seinem Schützling Goethe den „Homer des Nordens“ nahe, der ihn wiederum im Werther zitierte. Durch Teilübersetzungen des Theologen und Dichters Ludwig Gotthard Kosegarten inspiriert, setzten sich die norddeutschen Romantiker Philipp Otto Runge und Friedrich August von Klinkowström mit dem Ossian-Stoff künstlerisch auseinander. In Frankreich gehörten Madame de Staël und Napoleon zu den Lesern und Bewunderern. 1841 reichte der dänische Komponist und Dirigent Niels Wilhelm Gade (1817–1890) seine später unter dem Titel „Nachklänge von Ossian“ als op. 1 erschienene Ouvertüre bei einem vom Kopenhagener Musikverein (Musikforeningen) ausgerichteten Kompositionswettbewerb ein und gewann mit dem Werk den ersten Preis. Insgesamt sind etwa 300 „Ossian“-Kompositionen bekannt.
Auch bei einigen Herrschern der Zeit fanden die Ossianischen Heldenmythen Anklang: 1811 beauftragte Napoleon Bonaparte den Maler Jean-Auguste-Dominique Ingres mit einem Gemälde zu Ossianischem Thema für sein künftiges Schlafzimmer im Quirinalspalast in Rom, das 1813 fertiggestellt wurde: Der Sänger erschaut im Traum seinen Vater Fingal, seinen Sohn Oskar, dem gleichnamigen mythologischen Oscar nachempfunden, und dessen Geliebte Malvina. Die bleibende Popularität des Vornamens Oskar ist übrigens auch auf die Ossianrezeption zurückzuführen. In Wales ist Osian ein beliebter Vorname.
Bereits 1801 hatte Bonaparte Aufnahme in den Ossianschen Heldenhimmel gefunden: Anne-Louis Girodet-Trioson, ein Schüler von David, zeigte den jugendlichen General, der die Gefallenen seines Heeres dem Sänger Ossian – von Adlerflügeln umrauscht und von harfeschlagenden Nixen umgeben – empfiehlt.

## Ausgaben
- James Macpherson's Ossian. Faksimile-Neudruck der Erstausgabe 1762/63 mit Begleitband: Die Varianten. Hrsg. von Otto L. Jiriczek. Carl Winters Universitäts-Buchhandlung Heidelberg 1940.
- The poems of Ossian and related works. Hrsg. von Howard Gaskill. Edinburgh University Press, Edinburgh 1996, ISBN 0-7486-0707-2

Eine kommentierte deutsche Ausgabe ist 2003 als 3. Band von Wolf Gerhard Schmidts Dissertation über die Ossian-Rezeption erschienen (siehe Abschnitt Literatur).
Es hat seit 1768 insgesamt 14 ins Deutsche übertragene Gesamtausgaben der Ossianischen Gedichte gegeben, darunter die bekannte von Friedrich Leopold zu Stolberg-Stolberg:
- Die Gedichte von Ossian, dem Sohne Fingals. 3 Bde., Hamburg 1806, Bd. 1 Bd. 2 Bd. 3.

Eine weitere, als eine der besten geltende Übersetzung schuf der Greifswalder Altphilologe Christian Wilhelm Ahlwardt:
- Ossian's Gedichte aus dem Gaelischen im Silbenmaß des Originals. 8 Bde., Leipzig, 1811.[5]